# Gallium(I,III)-bromid
Gallium(I,III)-bromid ist eine anorganische chemische Verbindung des Galliums aus der Gruppe der Bromide.

## Gewinnung und Darstellung
Gallium(I,III)-bromid kann durch Reaktion von Gallium mit Gallium(III)-bromid bei 180 °C unter Ausschluss von Feuchtigkeit gewonnen werden.
{\displaystyle \mathrm {2\ GaBr_{3}+Ga\longrightarrow 3\ GaBr_{2}} }

## Eigenschaften
Gallium(I,III)-bromid ist ein farbloser hygroskopischer diamagnetischer Feststoff, der löslich in Benzol ist.  Er liegt in kristalliner Form und in der Schmelze als Ga[GaBr4] vor.